# اچ‌ام‌اس دیانا (۱۷۷۵)
اچ‌ام‌اس دیانا (۱۷۷۵) (به انگلیسی: HMS Diana (1775)) یک کشتی بود. این کشتی در سال ۱۷۷۵ ساخته شد.